# Deutsches Sportforum

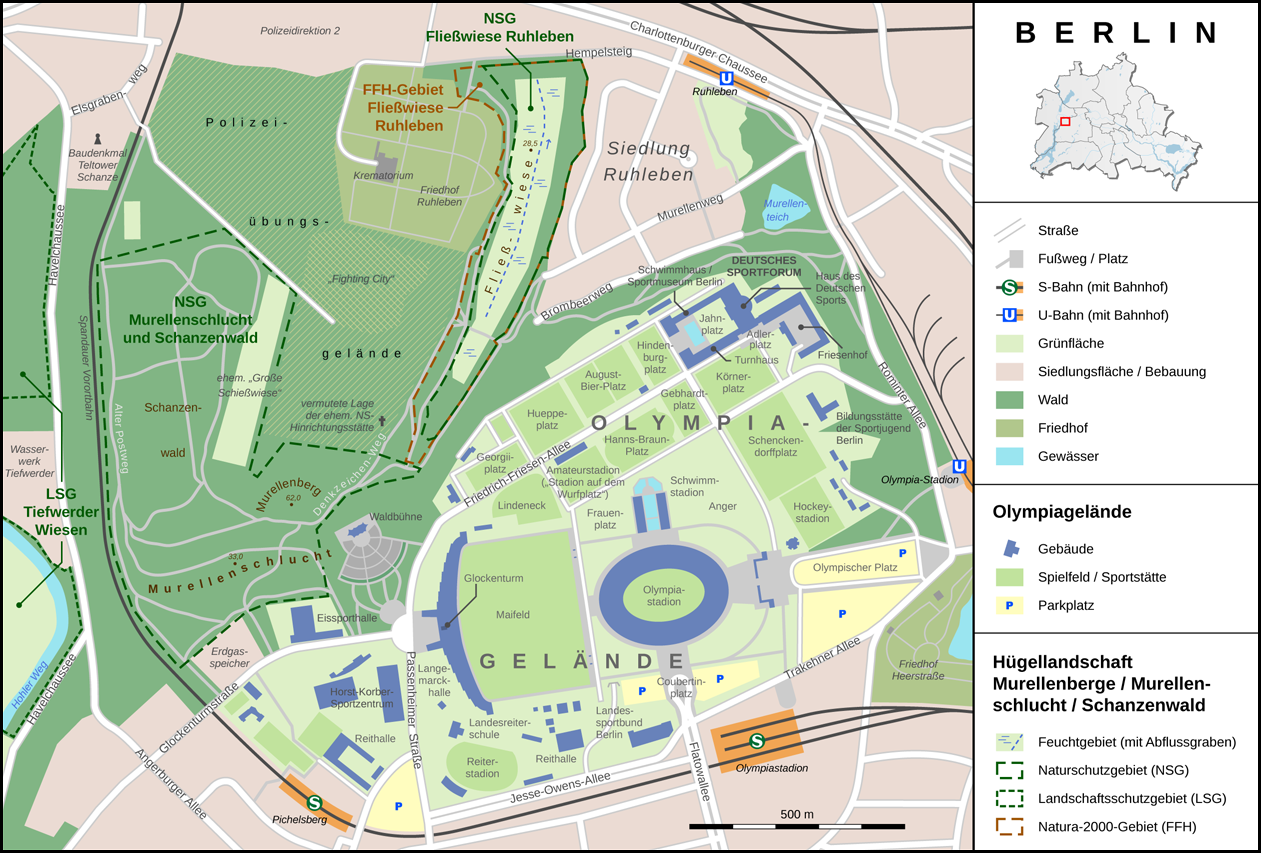
Das Deutsche Sportforum im Nordosten des Berliner Olympiageländes

Das Deutsche Sportforum liegt im Berliner Ortsteil Westend des Bezirks Charlottenburg-Wilmersdorf und bildet den nördlichen Abschluss des Olympiageländes (Olympiapark).

## Lage und Architektur

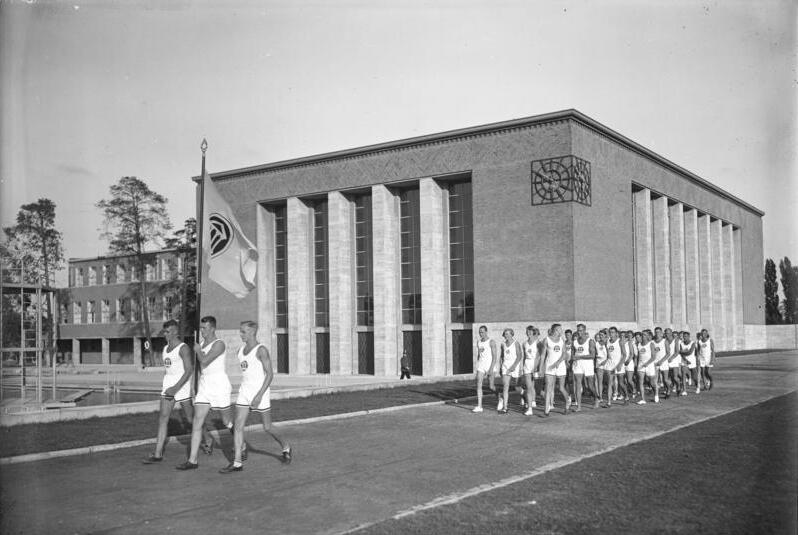
Das Sportforum der Deutschen Hochschule für Leibesübungen, Turnhaus und große Turnhalle im Hintergrund, 1931

Um ein Schwimmbecken (Forumbecken) und großen Innenhof (Jahnplatz) herum sind symmetrisch wuchtige Gebäude mit klarer Linienführung angeordnet, die Schwimmhalle und das Schwimmhaus im Norden, die große Turnhalle und das Turnhaus im Süden. Beide Bauensembles schließen sich an das 1936 fertiggestellte „Haus des Deutschen Sports“ schenkelförmig an, das für seinen architektonisch auffälligen Kuppelsaal bekannt ist. An diesen zentralen Gebäudekomplex schließt sich im Nordosten der nach Friedrich Friesen benannte Friesenhof (Kursistenflügel, Friesenhaus und Studentenflügel) an.

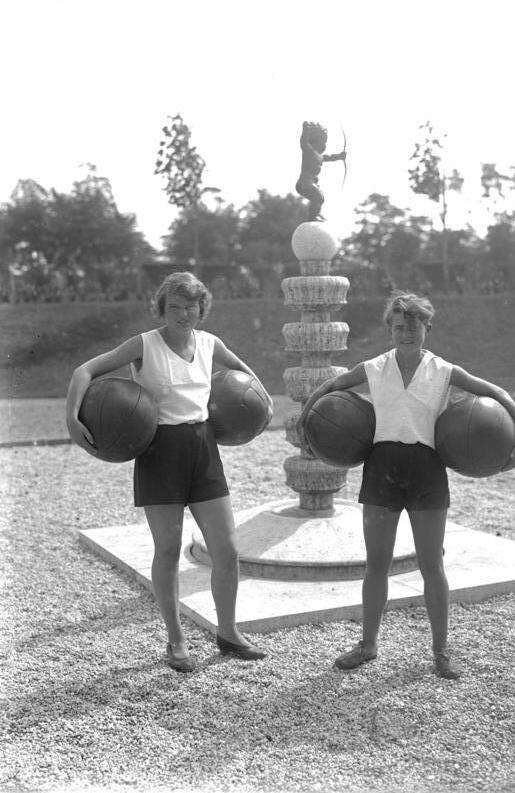
Der Amorbrunnen vor dem Annaheim

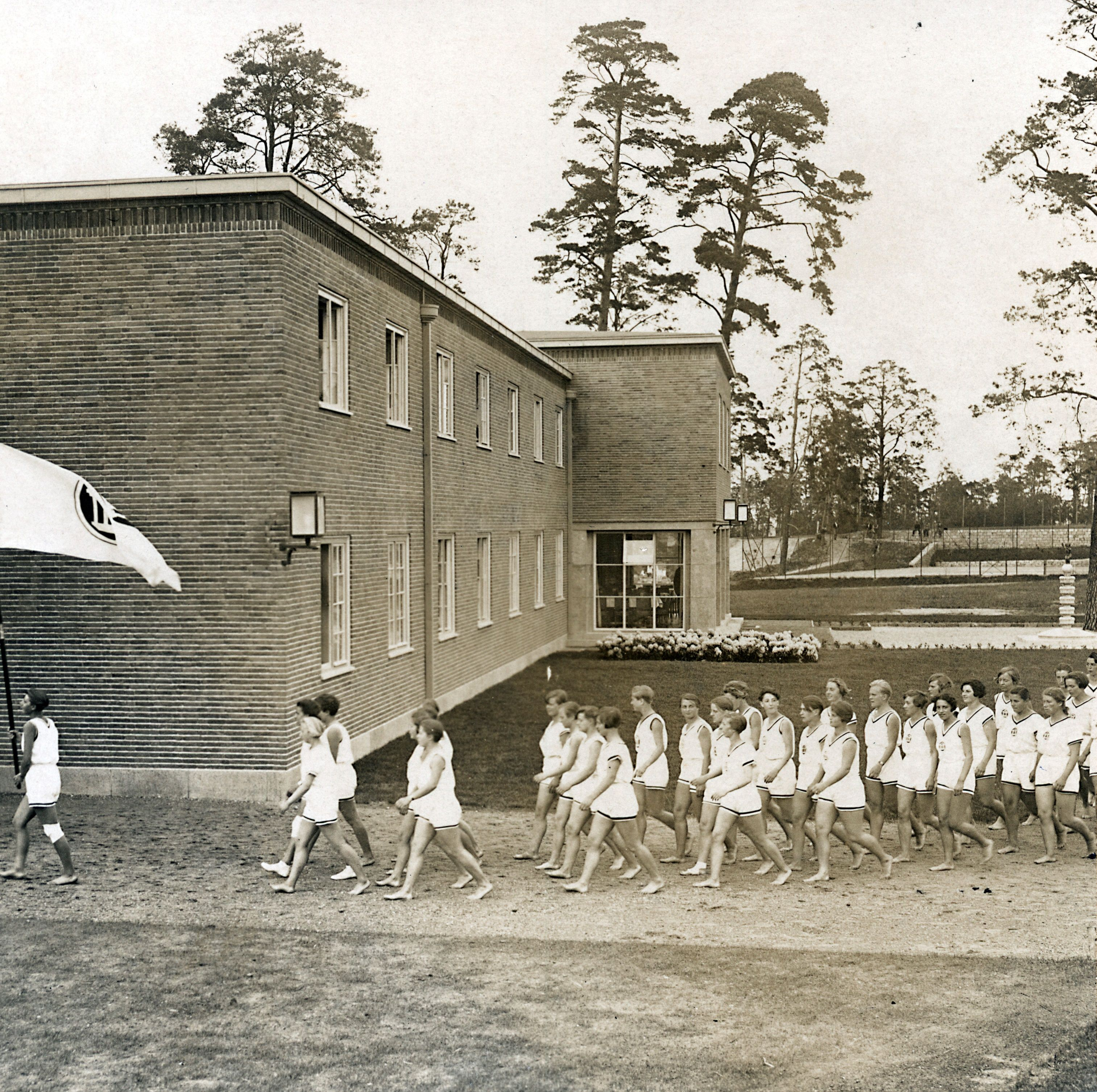
Kolonne von Sportstudentinnen vor dem Annaheim, 1928

Zahlreiche Sportplätze befinden sich auf dem Gelände des Sportforums: nördlich der Friedrich-Friesen-Allee der Hindenburgplatz, August-Bier-Platz, Hueppeplatz und Georgiiplatz, südlich der Friedrich-Friesen-Allee der Körnerplatz, der nach Willibald Gebhardt benannte Gebhardtplatz, Hanns-Braun-Platz sowie der Wurfplatz und südlich der Hanns-Braun-Straße der Schenckendorffplatz.
Das westliche Ende des Sportforums gegenüber der tiefer gelegenen Waldbühne war ursprünglich der sogenannte „Frauenbezirk“, der für die Sportlerinnen reserviert war. Das zentrale Gebäude dort war das Annaheim, auch „Frauenheim“ genannt. Benannt war es nach Anna Böß, der Frau des Berliner Oberbürgermeisters Gustav Böß. Es hatte 27 Zimmer für 50 Studentinnen und zwei Lehrerinnen. Heute beherbergt es die Verwaltung des Olympiaparks. Vor dem Annaheim befand sich eine Brunnenanlage mit einer Amor-Skulptur von Hugo Lederer. Die Skulptur ist nicht erhalten. Nahe dem Annaheim befand sich der Tanzring, ein kleines Amphitheater. Der Tanzring musste 1937–1938 dem Bau der Dienstvilla des Reichssportführers Hans von Tschammer und Osten weichen, die heute für kleinere Veranstaltungen vermietet wird („Villa im Olympiapark“).
Die nach dem Deutschen Sportforum benannte und inzwischen in zwei Teile getrennte Sportforumstraße des Geländes verband ursprünglich den Olympischen Platz im Süden mit dem Adlerplatz am Haus des Deutschen Sports im Norden.

## Geschichte

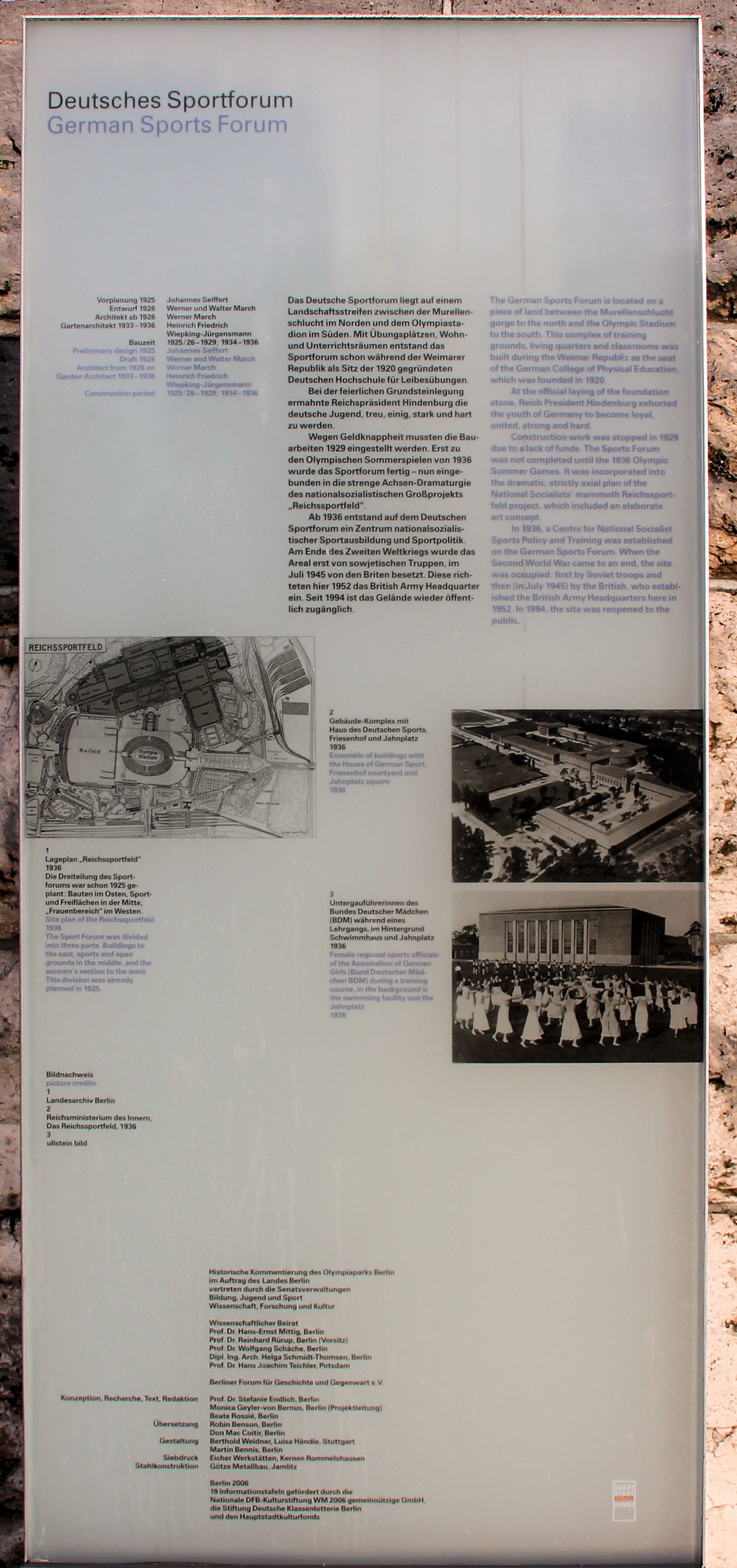
Informationstafel, Am Glockenturm, in Berlin-Westend

Am 15. Mai 1920 wurde in der damaligen Friedrich-Wilhelms-Universität (heute:
Humboldt-Universität) die Deutsche Hochschule für Leibesübungen gegründet, deren Einrichtung in einer von Carl Diem 1919 vorgelegten Denkschrift angeregt wurde. Die Hochschule wurde zunächst provisorisch im von der Rennbahn Grunewald umschlossenen Deutschen Stadion untergebracht, dem 1913 errichteten Vorläufer des Berliner Olympiastadions. Bereits im Sommer 1921 konnte auf dem nördlich an das Deutsche Stadion angrenzenden Gelände ein eigenes Hochschulgebäude bezogen werden, das – ebenso wie das Stadion – zum Teil versenkt angelegt wurde, um den Blick über die Rennbahn nicht zu stören.
Die Möglichkeit zum Bau einer größeren Anlage ergab sich 1925, als ein weiter nördlich gelegenes Waldgelände zwischen Graditzer Straße (heute: Friedrich-Friesen-Allee) und der Murellenschlucht für diesen Zweck zur Verfügung gestellt wurde. Den ausgeschriebenen Wettbewerb gewann ein Entwurf der Brüder Werner und Walter March, zwei Söhne von Otto March, dem Architekten des Deutschen Stadions. Werner March sollte später auch den Bau des Olympiastadions leiten.
Aus finanziellen Gründen wurde die Bautätigkeit bald nach dem Baubeginn 1927 reduziert und in der Weltwirtschaftskrise 1929 ganz eingestellt. Einige der Häuser und Anlagen waren bis dahin jedoch fertiggestellt und konnten genutzt werden. Neben Sportplätzen wurden im Westen der Tanzring, das Annaheim und das Tennishaus. An der Südseite des August-Bier-Platzes entstanden zwei Pavillons (Ostlaube und Westlaube), im östlichen endete ein Tunnel zum Deutschen Stadion, der den langen Umweg um die Rennbahn Grunewald herum zum Stadion ersparte. Am Jahnplatz entstand das Forumbecken (damals nach seinem Stifter Heinrich Hirtsiefer Hirtsiefer-Becken genannt), die Große Turnhalle und der Westflügel des Turnhauses, sowie zwei hölzerne Wohnbaracken am Abhang nach Ruhleben. Als letztes großes Gebäude wurde am 6. Oktober 1928 die freistehende Deutsche Turnschule eingeweiht, die von der Deutschen Turnerschaft betrieben wurde. Die Turnschule wurde als Haus der Deutschen Turnerschaft später zur Ostseite hin durch den Kursistenflügel des Friesenhauses erweitert, in dem während der Olympischen Spiele 1936 die Sportlerinnen wohnten (die männlichen Teilnehmer waren im Olympischen Dorf untergebracht).
In einer zweiten Ausbauphase 1933–1936 im Zusammenhang mit dem Bau des Olympiastadions für die Olympischen Spiele 1936 wurden weitere Gebäude und Sportplätze errichtet. Eng angelehnt an die ursprüngliche Planung wurde das Turnhaus nach Osten hin erweitert und das nördlich gegenüberliegende Schwimmhaus mit der Schwimmhalle errichtet. Den östlichen Abschluss des Jahnplatzes bildete das Haus des Deutschen Sports als zentrales Gebäude mit dem sich darin befindlichen Kuppelsaal.

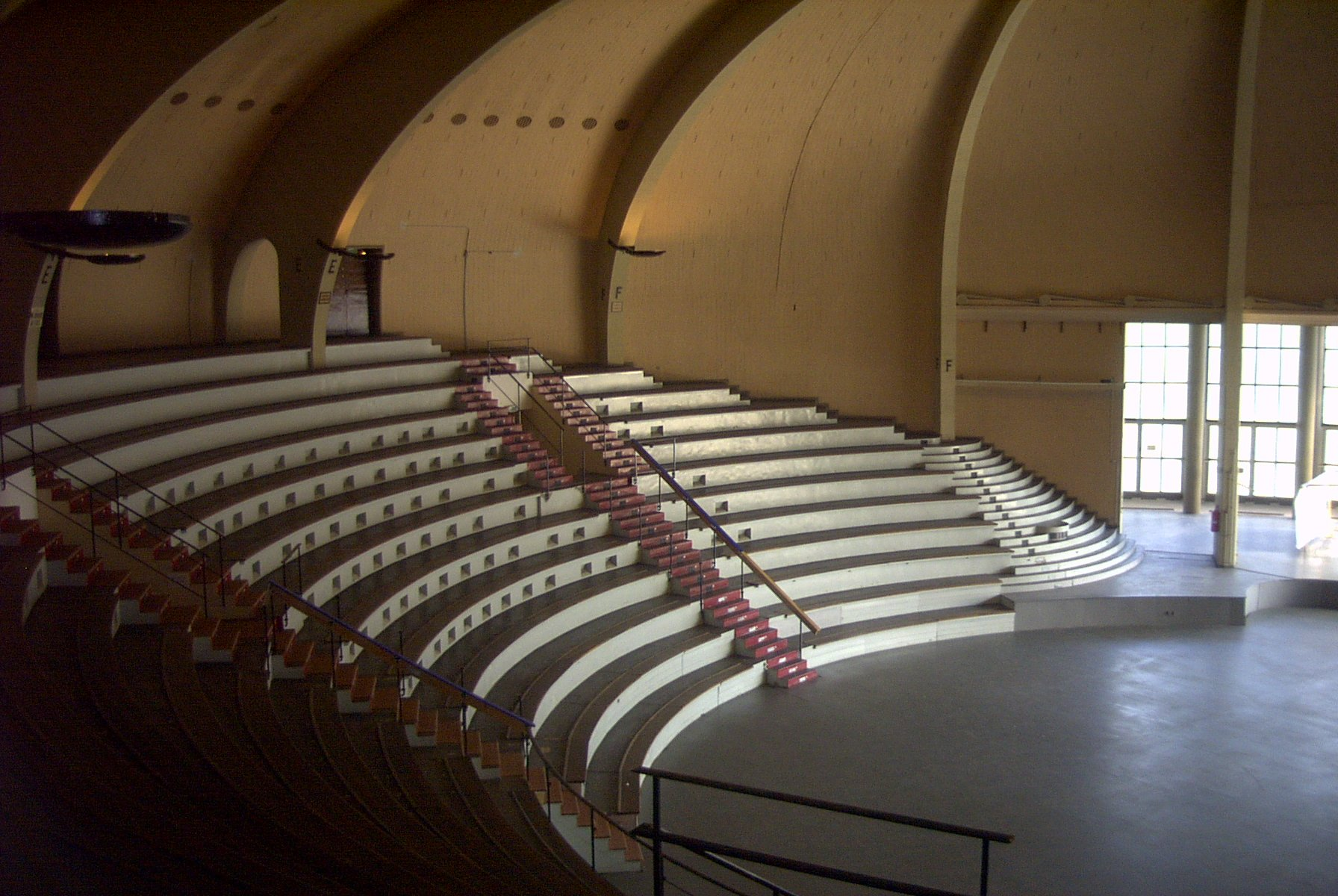
Blick in den Kuppelsaal

Während der Olympischen Spiele 1936 wurden im Kuppelsaal und vor dem Haus des Deutschen Sports die Fechtwettbewerbe durchgeführt. In den letzten Kriegsjahren wurden im Kuppelsaal bis 1944 Sendungen durch den Fernsehsender Paul Nipkow produziert, nachdem das Studio im Deutschlandhaus am heutigen Theodor-Heuss-Platz nach Bombenschäden nicht mehr nutzbar war.
Im Zweiten Weltkrieg wurden Teile des Sportforums zerstört. Nach der deutschen Niederlage wurde 1945 das Olympiagelände von der britischen Militärverwaltung beschlagnahmt und für sportliche sowie Erholungszwecke britischer Militärangehöriger genutzt. Im Jahr 1952 wurde das Hauptquartier der britischen Militärverwaltung vom Fehrbelliner Platz auf das Gelände des Sportforums verlegt und nach Abzug der Besatzungstruppen am 30. September 1994 dem Land Berlin zur Nutzung überlassen.

## Heutige Nutzung

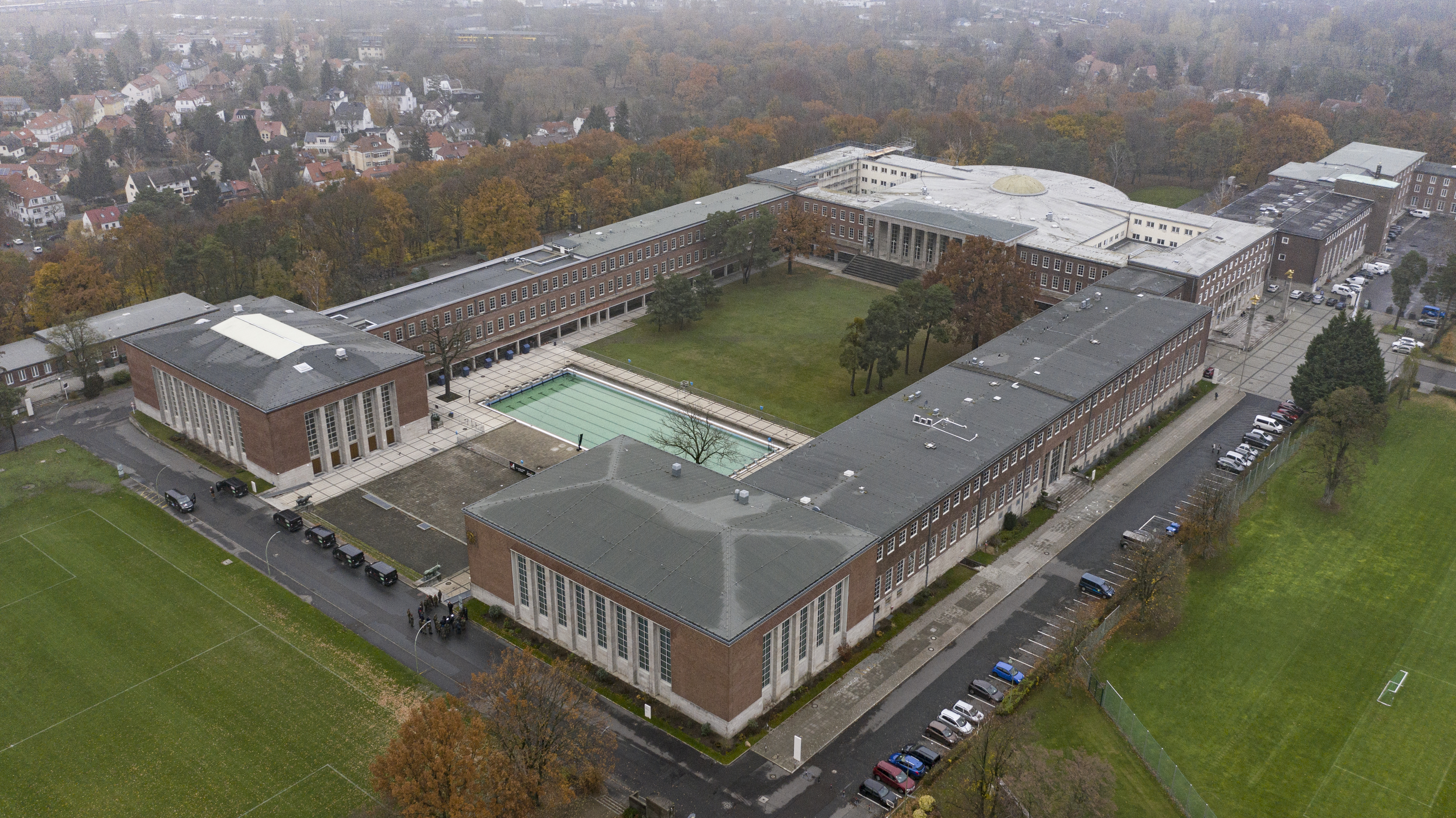
Luftbild des Sportforums, 2019

Die Schwimmbäder (Schwimmhalle und Freibecken) werden von den Berliner Bäderbetrieben bewirtschaftet und vom deutschen Wasserball-Rekordsieger Wasserfreunde Spandau 04 genutzt, im Haus des Deutschen Sports befindet sich heute das Sportmuseum Berlin. Seit Sommer 2015 nutzt die zu den Eliteschulen des Sports zählende Schule im Olympiapark – Poelchau-Oberschule das Schwimmhaus und die nördlichen Teile vom Haus des Deutschen Sports. Der Berliner Bundesligaverein Hertha BSC ist im ehemaligen Studentenflügel des Friesenhauses mit seiner Geschäftsstelle vertreten. Auf den angrenzenden Sportplätzen befindet sich das Trainingsgelände von Hertha BSC mit mehreren Trainingsplätzen, u. a. dem Schenckendorffplatz, der den Profis vorbehalten ist, sowie das jüngere Olympiapark-Amateurstadion der Amateurmannschaft auf dem Wurfplatz. Auf dem Körnerplatz führte der Deutsche Cricket Bund (DCB) gelegentlich die deutschen Cricket-Finalspiele durch. Bereits zur Zeit der britischen Militärverwaltung fanden regelmäßig Cricket-Spiele auf dem Maifeld statt. Daneben sind weitere Nutzer mit unterschiedlichen sportlichen Schwerpunkttätigkeiten auf dem Gelände angesiedelt.
Das Gesamtgelände (Olympiapark Berlin) wird als denkmalgeschützte Sportanlage von der für Sport zuständigen Senatsverwaltung zentral verwaltet und hat den Charakter eines Privatgeländes; Besucher können sich jedoch zu Fuß auf den „historischen Geschichtspfad“ begeben, wobei einzelne Abschnitte und Gebäude durch Informationstafeln kommentiert werden. Die Zufahrtsstraßen werden auf der westlichen Seite zwischen Waldbühne und Glockenturm, auf der östlichen Seite in Höhe der Hertha-BSC-Geschäftsstelle durch Zäune und Schlagbäume sowie durch einen permanent anwesenden Wachdienst gesichert.